# S-125
S-125 — первый турбинный миноносец (по официальной классификации германского флота — миноносец для открытого моря), состоявший на вооружении Военно-морского флота Германии в начале XX века и в период Первой мировой войны. Строился по программе 1903 года.

## История эксплуатации
S-125 был заложен в 1903 году, спущен на воду 19 мая 1904 года, вошёл в состав флота 4 апреля 1904 года. В 1914 году миноносец стал кораблем береговой обороны и 27 сентября 1916 года переименован в Т-125. В 1917—1918 годах находился в составе сторожевых и эскортных флотилий, после войны зачислен в состав рейхсмарине. 26 октября 1920 года вычеркнут из списков флота и разобран в 1921 году сразу после продажи на слом в Гамбурге.

## Энергетическая установка
На миноносце в качестве ГЭУ были установлены одна турбина системы Парсонса мощностью 6600 л. с. и 3 военно-морских котла с давлением 15,5 атмосфер. Максимальные запасы топлива на миноносце S-125 составляли 93 тонны угля. Проектную скорость развить так и не удалось, скорость на испытаниях составила 27,7 узла.

## Вооружение
Вооружался 3х1 50-мм орудиями. Торпедное вооружение миноносца состояло из 3х1 450-мм торпедных аппаратов.